# Calesia phaeosoma
Calesia phaeosoma là một loài bướm đêm trong họ Erebidae.